# SDC San Antonio
Sociedad Deportiva Cultural San Antonio, under den framgångsrika perioden 1997–2008 känd som Portland San Antonio, var en handbollsklubb från Pamplona i Spanien. Klubben bildades 1955 och spelade i Liga Asobal under 20 säsonger men gick i konkurs och upplöstes i april 2013.

## Meriter
- Spanska mästare: 2 (2002, 2005)
- Copa del Rey: 2 (1999, 2001)
- Supercopa España: 2 (2002, 2003)
- EHF Champions League: 1 (2001)

## Spelare i urval
- Ivano Balić (2004–2008)
- Dirk Beuchler (2001–2004)
- Lasse Boesen (2003–2006)
- Alexandru Buligan (1995–2002)
- Davor Dominiković (2006–2010)
- Mateo Garralda (1999–2006)
- Gedeón Guardiola (2009–2012)
- José Javier Hombrados (2000–2002)
- Kasper Hvidt (2004–2007)
- Michail Jakimovitj (1999–2004)
- Nedeljko Jovanović (2001–2004)
- Lars Jørgensen (2004–2009)
- Kristian Kjelling (2006–2009)
- Demetrio Lozano (2004–2007)
- Jackson Richardson (2000–2005)
- Albert Rocas (2003–2007)
- Tomas Svensson (2005–2009)
- Alberto Urdiales (2001–2004)
- Renato Vugrinec (2006–2009)

## Huvudsponsorer
- 1968-1969: Kaiku
- 1971-1972: Werner
- 1972-1977: Schweppes
- 1977-1978: ingen
- 1978-1979: Reynolds
- 1979-1980: Ronkari
- 1980-1981: Chistu
- 1981-1982: Berberana
- 1982-1983: Vinos de Navarra
- 1983-1984: Garsa
- 1984-1987: Larios
- 1987-1989: Espárragos de Navarra
- 1989-1993: Mepamsa
- 1993-1994: Proedina
- 1994-1995: Ariston
- 1995-1997: Lagun Aro
- 1997-2008: Cementos Portland
- 2009-2010: Reyno de Navarra
- 2009-2012: AMAYA Sport